# Benoît Jacques
Benoît Jacques, né le 20 juin 1958 à Bruxelles (province de Brabant), est un illustrateur, auteur de bande dessinée et artiste belge.

## Biographie
Benoît Jacques est le fils d'un père journaliste et d'une mère artiste. Sa scolarité est, selon ses propres dires, « une catastrophe sur toute la ligne ». Benoît Jacques suit pendant trois ans les cours de l'Académie royale des beaux-arts et y obtient son baccalauréat artistique ; il y étudie Karel Appel, du mouvement CoBrA, qui influence sa démarche artistique. Benoît Jacques passe ensuite deux ans en graphisme à l'École nationale supérieure des arts visuels de La Cambre.
En 1979, il part s'installer à Londres, en Grande-Bretagne, où il reste une dizaine d'années. Il commence à travailler dans le graphisme chez Pentagram (design studio) (en) et l'illustration pour la presse internationale (Le Monde, Libération, The New Yorker, The Guardian, El País). Il part ensuite aux États-Unis et travaille quelques mois auprès du dessinateur R. O. Blechman (en) à New York.
Il crée une partition graphique intitulée Play It by Ear et, devant le refus des éditeurs, il fonde sa propre maison d'édition en 1989 : Benoît Jacques Books. En 1991, il s'installe en France à Montigny-sur-Loing. Il assume les fonctions d'« auteur, illustrateur, graveur, sculpteur, peintre, bricoleur, graphiste, chef de fabrication, représentant, diffuseur et distributeur ». Le tirage habituel de ses ouvrages correspond à 3 000 exemplaires.
En 2007, il est lauréat d'une bourse d'aide à la création de la Fédération Wallonie-Bruxelles
En 2008, il reçoit le prix Baobab au Salon du livre jeunesse de Montreuil pour son livre La Nuit du visiteur et, en 2011, pour ce même livre, le prix Bernard Versele. En 2010, avec L, paru chez L'Association, il signe un travail autobiographique. En 2012, à Bruxelles, il reçoit le Grand prix triennal de littérature de jeunesse de la Fédération Wallonie-Bruxelles,.

## Ouvrages
- La Fête des pères (illustration), texte d'Agnès Desarthe, L'École des loisirs, 1992  (ISBN 9782211018388)
- Virgule : priorité à la ponctuation (illustration), texte de Véronique Fleurquin, Syros jeunesse, 1994  (ISBN 9782863890080)
- Treize pierres, treize cailloux (livre d'estampes tiré à 18 ex.), éditions Petit Jaunais, 1995 (BNF 43553654)
- La Genèse (illustration), trad. de Lemaître de Sacy, éditions du Chêne, 1997  (ISBN 2-85108-871-8)
- Elle est ronde, éditions Albin Michel 1997  (ISBN 9782226089847)
- Déballages, éditions Amok, 2001  (ISBN 2-911842-70-7)
- Louisa, L'École des loisirs, 2001  (ISBN 9782211061582)
- Salto Solo (illustration), texte de Pascale Petit, éditions L'Inventaire, 2001  (ISBN 2-910490-36-X)
- Le Petit Manuel du français maltraité (illustration), texte de Pierre Bénard, Seuil, 2002  (ISBN 2-02-054427-X)
- Sagesses et malices des dieux grecs (illustration), texte de Laure Mistral, éditions Albin Michel, 2004  (ISBN 9782226143372)
- Au jardin (livre d'estampes, tiré à 12 ex.), éditions Petit Jaunais, 2005 (BNF 44206686)
- C'est la cata ! Petit manuel du français maltraité, texte Pierre Bénard, Points, 2006  (ISBN 9782757801819)
- Die Europanichos Assimil, éditions L'Association, coll. « Patte de mouche », 2006  (ISBN 2-84414-202-8)
- L[9], L'Association, 2010  (ISBN 978-2-84414-397-6)

### Livres auto-édités
- Play it by ear, 1989
- Le Bestiaire expressionniste, 1990
- Oiseaux-Lire, 1992
- Bestiaux et bestioles, 1993
- Navarin, 1993
- Rêveries agricoles, 1993
- Cambriolage, 1994
- Éclats, bouts, sons, texte de François Rollin, B. Jacques books, 1994 (BNF 35704618)
- Le Jardin du trait, 1995
- Boîte je vous aime, 1996
- Inoutils, 1998
- Small Puzzle, 1998
- Labyrinthe, 1998
- Le Double, 1998
- Carnet de liaison, 1998
- Comique Trip, 2001  (ISBN 2-950844-25-1)
- Titi nounours et la sousoupe au pilipili, 2002  (ISBN 2-916683-07-0)
- Je te tiens, 2003
- Permis A, 2004
- Scandale au château suisse (sous le nom Benedetto Giacomo), 2004
- Bestiaire Corse (poèmes de Laurent Grisel), 2005
- Chat!, 2005
- Attention extraterrestres, 2005
- Nul en calcul, 2006
- C'est bizarre, 2006
- La Nuit du visiteur, 2008
- Wa zo kong, 2011  (ISBN 9782916683102)
- vivre (un poème pour), 2011
- La Légende de Pioung Fou (livre 1) L'Auberge de Tinong Binong, 2012
- La Vallée enchantée, 2013  (ISBN 9782916683171)
- La Légende de Pioung Fou (livre 2) La Forêt de Liang Gang Niang, 2014
- Ay! Mi Amor, 2015  (ISBN 9782916683195)
- Jojo la plume[3], 2017  (ISBN 2-916683-22-4)
- La Légende de Pioung Fou[6] (livre 3) Le Fleuve Gingin, 2017  (ISBN 978-2-916683-21-8)
- Poppeup, 2019  (ISBN 9782916683232).
- La Légende de Pioung Fou (livre 4) Les Forges du Bling Bang, 2021
- La lettre d'Égypte, 2023

### Collectifs
- Comix 2000, L'Association, Paris, décembre 1999
Scénario : collectif - Dessin : collectif dont Benoît Jacques - Couleurs : noir et blanc -  (ISBN 284414022X)

## Prix et distinctions
- 2008 :  prix Baobab au Salon du livre jeunesse de Montreuil pour son livre La Nuit du visiteur[1] ;
- 2011 :  prix Bernard Versele[7] pour La Nuit du visiteur ;
- 2012 :  Grand prix triennal de littérature de jeunesse de la Fédération Wallonie-Bruxelles[8] ;
- 2019 : prix Libbylit[10] décerné par l'IBBY, catégorie Album belge, pour Poppeup.

#### Livres
: document utilisé comme source pour la rédaction de cet article.
- Pascale Eben et Karine Magis, Répertoire des auteurs et illustrateurs de livres pour l'enfance et la jeunesse en Wallonie et à Bruxelles, Bruxelles, Wallonie-Bruxelles International, 2014, 192 p., ill. ; 26 cm (ISBN 9782930758008 et 2930758007, OCLC 944278134, lire en ligne), p. 102.

#### Périodiques
- Benoît Jacques (int. par Jean-Christophe Menu), « Bande dessinée en fil, en bois et en fer blanc », L'Éprouvette, no 2,‎ juin 2006, p. 158-178.
- Benoît Jacques (interviewé par Isabelle Decuyper), « Portrait d'auteur : Benoît Jacques : une manière de fonctionner très éclectique », Lectures, Centre de lecture publique de la Communauté française, no 167,‎ septembre - octobre 2010, p. 76-79 (lire en ligne, consulté le 24 juin 2025).
- Frédéric Paques, « Benoît Jacques. Tresser traits et sons », Textyles, no 57,‎ 2019, p. 113-124 (lire en ligne).
- Aline Pailler, « Benoît Jacques un artiste atypique, reportage réalisé au Salon du livre et de la presse jeunesse à Montreuil », France Culture,‎ 27 décembre 2008 (lire en ligne).